# کوپرولالیا
کوپرولالیا (به انگلیسی: Coprolalia، ˌkɒprəˈleɪliə) حالتی است که در آن فرد به صورت غیرارادی دشنام می‌دهد یا کلمات زشت یا سخنان ناشایست اجتماعی و تحقیرآمیز را بیان می‌کند. کوپرولالیا از کلمات یونانی κόπρος (kópros) به معنای «سرگین یا مدفوع» و λαλιά (laliā́) به معنای «گفتار» گرفته شده‌است.
این عارضه یک مشخصه گاه به گاه اختلالات تیک، به ویژه سندرم تورِت است، اگرچه برای تشخیص تورِت لازم نیست و تنها حدود ۱۰ درصد از بیماران تورِت علائم کوپرولالیا را نشان می‌دهند. کوپرولالیا تنها منحصر به اختلالات تیک نیست و در مواردی، علامت نادری از سایر اختلالات عصبی به‌شمار می‌رود.
کوپرولالیا یکی از انواع کوپرپنومنوم است. سایر پدیده‌های همراه عبارتند از علائم مرتبط با کوپرُپراکسی (اعمال غیرارادی مانند انجام حرکات زشت یا تابو) و کوپروگرافی (ساخت نوشته‌ها یا نقاشی‌های زشت).

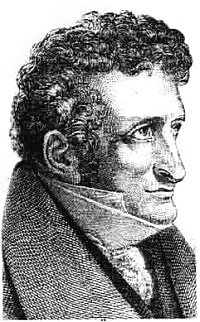
ایتارد به خاطر توصیف اولین مورد از سندرم تورت، از جمله کوپرولالیا، در مارکیز دو دامپییر، اعتبار داشت.

## مشخصات
کوپرولالیا کلمات و عباراتی را در بر می‌گیرد که از نظر فرهنگی تابو هستند یا به‌طور کلی و به صورت اجتماعی زمانی که خارج از زمینه استفاده می‌شوند، مناسب نیستند. این اصطلاح برای توصیف فحش متنی استفاده نمی‌شود. این کلمات معمولاً خارج از زمینه اجتماعی یا احساسی بیان می‌شود و ممکن است با لحن بلندتر، آهنگ یا زیر و بمی متفاوت از مکالمات معمولی استفاده شوند. این عارضه کلمات یا عبارات پیچیده را نیز در بر می‌گیرد. یک فرد مبتلا به کوپرولالیا ممکن است به جای بیان با صدای بلند، کلمه را برای خود زمزمه کند و این صداهای پچ‌پچ مانند می‌توانند بسیار ناراحت‌کننده باشند.
کوپرولالیا تنها مختص به اختلالات تیک نیست و در مواردی یک علامت نادر از سایر اختلالات عصبی به‌شمار می‌آید. ممکن است پس از آسیب‌های مغزی مانند سکته مغزی و آنسفالیت و در سایر بیماری‌های عصبی مانند کوریا آکانتوسیتوز، تشنج و سندرم لش-نیهان، به ندرت رخ دهد. در برخی از افراد مبتلا به زوال عقل یا اختلال وسواس فکری-جبریِ بودن تیک نیز مشاهده شده‌است.
کوپرولالیا یک مشخصه گاه به گاه سندرم تورِت بوده، اگرچه برای تشخیص تورِت لازم نیست. در سندرم تورِت، فحش دادن نا خواسته می‌تواند توسط فردی که این عبارات را بیان می‌کند غیرقابل کنترل و نامطلوب باشد؛ به ویژه، طغیان‌های غیرارادی، مانند توهین‌های نژادی یا قومیتی در جمع کسانی که بیشتر از این سخنان آزرده می‌شود. عباراتی که توسط یک فرد مبتلا به کوپرولالیا بیان می‌شود لزوماً منعکس کننده افکار یا نظرات شخص نیست.
کوپرولالیا در مواردی از بیماران تورِت ناشنوا که به زبان اشاره سخن می‌گفتند، نیز مشاهده شده‌است.

## شیوع در سندرم تورِت
تنها حدود ۱۰ درصد از افراد مبتلا به تورِت، کوپرولالیا را نشان می‌دهند، اما این بیماری بیش از هر علامت دیگری توجه اطرافیان را به خود جلب می‌کند.
مطالعات اپیدمیولوژیک صورت گرفته بر روی سندرم تورِت کم است و سوگیری قطعیت بر کارآزمایی‌های بالینی تأثیر می‌گذارد. مطالعات بر روی افراد مبتلا به تورِت اغلب «از نمونه‌های ارجاع سوم (بیمارترین بیماران)، به دست آمده‌است». علاوه بر این، معیارهای تشخیص تورِت در سال ۲۰۰۰ تغییر کرد و معیارهای اختلال در وضعیت اجتماعی و کیفیت زندگی از DSM-IV-TR برای همه اختلالات تیک حذف گردید؛ این مسئله منجر به افزایش تشخیص موارد خفیف تر شد. بسیاری از مطالعات بالینی از حجم نمونه کوچک رنج می‌برند. ترکیب این عوامل، سبب منسوخ شدن تخمین‌های قدیمی‌تر کوپرولالیا، که نسبت به جمعیت‌های بالینی موارد شدیدتر تعصب دارند شده‌است.
یک پایگاه بین‌المللی در مطالعه ای بر روی نمونه‌های بالینی به دست آمده از ۳۵۰۰ فرد مبتلا به سندرم تورِت، نشان داد که ۱۴ درصد از بیماران مبتلا به تورِت همراه با شرایط همبود (چندابتلایی)، کوپرولالیا داشتند، در حالی که تنها ۶ درصد از مبتلایان به تورِت بدون عارضه (خالص) از کوپرولالیا رنج می‌برند. همان مطالعه نشان داد که شانس ابتلا به کوپرولالیا به صورت خطی با تعداد بیماری‌های همراه افزایش می‌یابد برای مثال بیماران با چهار یا پنج بیماری دیگر، علاوه بر تیک، چهار تا شش برابر بیشتر از افرادی که فقط تورِت دارند، به کوپرولالیا مبتلا می‌شوند.
یک مطالعه از یک مطب عمومی اطفال میزان کوپرولالیا در کودکان مبتلا به سندرم تورِت را ۸ درصد محاسبه نمود، در حالی که مطالعه دیگری شیوع ۶۰ درصدی را در یک مرکز ارجاع درجه سوم (جایی که معمولاً موارد شدیدتر را ارجاع می‌دهند) نشان داد. یک مطالعه جدیدتر در برزیل روی ۴۴ بیمار مبتلا به سندرم تورِت نشان داد که میزان کوپرولالیا ۱۴٪ است؛ مطالعه دیگر در کاستاریکا روی ۸۵ نفر میزان مبتلایان را ۲۰٪ اندازه‌گیری کرد؛ یک مطالعه نیز در شیلیایی روی ۷۰ بیمار، نرخ ۸٫۵٪ کوپرولالیا را نشان داد. مطالعات قدیمی در ژاپن ۴ درصد بروز کوپرولالیا را گزارش کردند؛ و یک مطالعه بالینی قدیمی تر در برزیل نشان داد که ۲۸ درصد از ۳۲ بیمار مبتلا به کوپرولالیا بودند. با توجه به مسائل روش‌شناختی مؤثر بر همه این گزارش‌ها، اجماع انجمن سندروم تورِت این است که عدد واقعی زیر ۱۵ درصد است.

## مدیریت
برخی از بیماران با تزریق سم بوتولینوم (بوتاکس) در نزدیکی تارهای صوتی، درمان شده‌اند. این روش مانع از ایجاد صداها نمی‌شود، اما فلج نسبی که در نتیجه تزریق ایجاد می‌شود به کنترل حجم هر طغیان کمک می‌کند. تزریق بوتاکس منجر به تسکین عمومی تر تیک‌ها نسبت به تسکین صوتی مورد انتظار می‌شود.

## جامعه و فرهنگ
صنعت سرگرمی اغلب افراد مبتلا به سندرم تورِت را به عنوان افراد ناسازگار اجتماعی نشان می‌دهد که تنها تیک آنها کوپرولالیا است، این مسئله باعث انگ زدن و سوء نیت عمومی از مبتلایان به تورِت شده و علائم کوپرولالیک تورِت نیز خوراک برنامه‌های گفتگوی رادیویی و تلویزیونی است.